# Сумчатые квакши
Су́мчатые ква́кши (лат. Gastrotheca) — род бесхвостых земноводных из семейства Hemiphractidae.
Общая длина представителей этого рода колеблется от 2 до 10 см. Имеют умеренно большую голову. У некоторых видов морда треугольная или заостренная. Глаза умеренно большие с горизонтальными зрачками. Туловище стройное. Кожа гладкая, является органом дыхания этих квакш. На брюхе тонкая кожа, с помощью которой, как губкой, могут поглощать влагу, оседающую на листьях. Лапы заканчиваются очень длинными пальцами с присосками. С их помощью держатся на листьях деревьев и кустов. На теле некоторых сумчатых квакш есть мясистые отростки, словно размывающие контуры тела и делающие амфибию незаметной.
Окраска соответствует местности распространения, преобладает зелёно-коричневая с пятнистым или полосатым рисунком на боках и спине.
Любят дождевые тропические леса. Встречаются на высоте до 4000 метров над уровнем моря. Большую часть жизни проводят в поисках пищи. Передвигаются по ветвям и листьям деревьев, разыскивая добычу. Активны ночью, что позволяет избегать солнечных лучей, которые высушивают их кожу. Ведут преимущественно древесный образ жизни, не живут в непосредственной близости к воде, где они могли бы пополнять свои запасы в любое время, поэтому они должны экономить воду. Днём прячутся в тёмном, влажном месте, куда не проникают солнечные лучи. Эти квакши является одиночками.
Питаются в основном насекомыми. Некоторые виды — активные охотники, они охотятся на летающих насекомых, например, мух. Чтобы поймать муху, пролетающую рядом квакша подпрыгивает вверх. Однако обычно она удовлетворяется теми насекомыми, которых находит на листьях и ветвях деревьев и кустарников. Сумчатые квакши способны удерживаться даже на вертикально расположенных листьях или ветвях. Пока насекомое сидит неподвижно, квакша не замечает его присутствия. Однако, едва шелохнувшись, насекомое сразу же привлекает к себе внимание лягушки, которая открывает пасть и хватает насекомое языком. После того, как она поймала добычу, сумчатая квакша должна её проглотить. Это довольно сложная процедура. Для этого она предпринимает усилия, при котором глазные яблоки опускаются на небо, чтобы возникло необходимое давление, которое способствует попаданию пищи в желудок.
В период дождей начинается период спаривания и размножения. Готовая к спариванию самка идет на голос самца. Самки сумчатых квакш — очень заботливые мамочки. Большинство самок откладывают всего 4-7 икринок, однако на протяжении всего времени развития сумчатые квакши вынашивают их в специальном выводковых мешке, который находится у них на спине (напоминает сумку). Выводковая сумка состоит из продольных кожных складок, разросшихся, которые соединяются по средней линии спины. Отсюда и происходит название этих земноводных. Благодаря этому выживает больше детенышей. Некоторые сумчатые квакши откладывают около 200 икринок.
Они вынашивают икринки в выводковой сумке, пока из них не выйдут хорошо развитые головастики. Некоторые виды вынашивают детёнышей, пока лягушата окончательно не разовьются. Чаще из сумки выходят головастики, наружные жабры которых уже исчезли и уже появились задние конечности. Последние стадии развития головастиков проходят уже в воде. Иногда самка вынашивает детёнышей так долго, что из сумки выходят полностью развитые лягушата. Чтобы малышу было проще попасть в воду, самка подходит к водоёму или садится на цветок бромелии, и только тогда она с помощью длинных пальцев помогает головастикам выйти из сумки[уточнить].
Для G. excubitor подтверждено, что зародыши в сумке получают питательные вещества от матери.

## Классификация
На ноябрь 2018 года в род включают 70 видов:
- Gastrotheca abdita Duellman, 1987
- Gastrotheca aguaruna Duellman, Barley & Venegas, 2014
- Gastrotheca albolineata (Lutz & Lutz, 1939) — Белолинейная квакша
- Gastrotheca andaquiensis Ruiz-Carranza & Hernández-Camacho, 1976 — Кремовая сумчатая квакша
- Gastrotheca angustifrons (Boulenger, 1898) — Эквадорская сумчатая квакша
- Gastrotheca antomia Ruiz-Carranza, Ardila-Robayo, Lynch & Restrepo-Toro, 1997
- Gastrotheca antoniiochoai (De la Riva & Chaparro, 2005)
- Gastrotheca aratia Duellman, Barley & Venegas, 2014
- Gastrotheca argenteovirens (Boettger, 1892) — Колумбийская сумчатая квакша
- Gastrotheca atympana Duellman, Lehr, Rodríguez & von May, 2004
- Gastrotheca aureomaculata Cochran & Goin, 1970 — Золотистая сумчатая квакша
- Gastrotheca bufona Cochran & Goin, 1970 — Шпорцевая сумчатая квакша
- Gastrotheca carinaceps Duellman, Trueb & Lehr, 2006
- Gastrotheca christiani Laurent, 1967 — Аргентинская сумчатая квакша
- Gastrotheca chrysosticta Laurent, 1976 — Желтопятнистая сумчатая квакша
- Gastrotheca coeruleomaculatus (Duellman, 2015)
- Gastrotheca cornuta (Boulenger, 1898) — Рогатая сумчатая квакша
- Gastrotheca dendronastes Duellman, 1983 — Островекая сумчатая квакша
- Gastrotheca dunni Lutz, 1977
- Gastrotheca dysprosita Duellman, 2013
- Gastrotheca ernestoi Miranda-Ribeiro, 1920
- Gastrotheca espeletia Duellman & Hillis, 1987
- Gastrotheca excubitor Duellman & Fritts, 1972 —  горная сумчатая квакша
- Gastrotheca fissipes (Boulenger, 1888) — Бразильская сумчатая квакша
- Gastrotheca flamma Juncá & Nunes, 2008
- Gastrotheca fulvorufa (Andersson, 1911)
- Gastrotheca galeata Trueb & Duellman, 1978 — Шлемоголовая сумчатая квакша
- Gastrotheca gracilis Laurent, 1969 — Стройная сумчатая квакша
- Gastrotheca griswoldi Shreve, 1941 — Вильчатая сумчатая квакша
- Gastrotheca guentheri (Boulenger, 1882) — Полнозубая квакша
- Gastrotheca helenae Dunn, 1944 — Полосатая сумчатая квакша
- Gastrotheca lateonota Duellman & Trueb, 1988
- Gastrotheca litonedis Duellman & Hillis, 1987
- Gastrotheca lojana Parker, 1932 — Долинная сумчатая квакша
- Gastrotheca longipes (Boulenger, 1882) — Длинноногая сумчатая квакша
- Gastrotheca marsupiata (Duméril & Bibron, 1841) — Обыкновенная сумчатая квакша
- Gastrotheca megacephala Izecksohn, Carvalho-e-Silva & Peixoto, 2009
- Gastrotheca microdiscus (Andersson, 1910) — Атлантическая сумчатая квакша
- Gastrotheca monticola Barbour & Noble, 1920 — Палевобрюхая сумчатая квакша
- Gastrotheca nebulanastes Duellman, Catenazzi & Blackburn, 2011
- Gastrotheca nicefori Gaige, 1933 — Бурая сумчатая квакша, или округлая квакша, или округлая сумчатая квакша
- Gastrotheca ochoai Duellman & Fritts, 1972 — Бромелиевая сумчатая квакша
- Gastrotheca oresbios Duellman & Venegas, 2016
- Gastrotheca orophylax Duellman & Pyles, 1980 — Изумрудная сумчатая квакша
- Gastrotheca ossilaginis Duellman & Venegas, 2005
- Gastrotheca ovifera (Lichtenstein & Weinland, 1854) — Яйценосная сумчатая квакша
- Gastrotheca pacchamama Duellman, 1987
- Gastrotheca pachachacae Catenazzi & von May, 2011
- Gastrotheca peruana (Boulenger, 1900) — Перуанская сумчатая квакша
- Gastrotheca phalarosa Duellman & Venegas, 2005
- Gastrotheca phelloderma Lehr & Catenazzi, 2011
- Gastrotheca piperata Duellman & Köhler, 2005
- Gastrotheca plumbea (Boulenger, 1882) — Зеленоглазая сумчатая квакша
- Gastrotheca prasina Teixeira et al., 2012
- Gastrotheca pseustes Duellman & Hillis, 1987
- Gastrotheca psychrophila Duellman, 1974 — Облачная сумчатая квакша
- Gastrotheca pulchra Caramaschi & Rodrigues, 2007
- Gastrotheca rebeccae Duellman & Trueb, 1988
- Gastrotheca recava Teixeira etal., 2012
- Gastrotheca riobambae (Fowler, 1913) — Разноцветная сумчатая квакша, или чернопятнистая сумчатая квакша
- Gastrotheca ruizi Duellman & Burrowes, 1986
- Gastrotheca spectabilis Duellman & Venegas, 2016
- Gastrotheca splendens (Schmidt, 1857) — Блестящая сумчатая квакша
- Gastrotheca stictopleura Duellman, Lehr & Aguilar, 2001
- Gastrotheca testudinea (Jiménez de la Espada, 1870) — Черепаховая сумчатая квакша
- Gastrotheca trachyceps Duellman, 1987
- Gastrotheca walkeri Duellman, 1980 — Зеленоротая сумчатая квакша
- Gastrotheca weinlandii (Steindachner, 1892) — Тигровая сумчатая квакша
- Gastrotheca williamsoni Gaige, 1922 — Венесуэльская сумчатая квакш
- Gastrotheca zeugocystis Duellman, Lehr, Rodríguez & von May, 2004